# Milagro de Lanciano

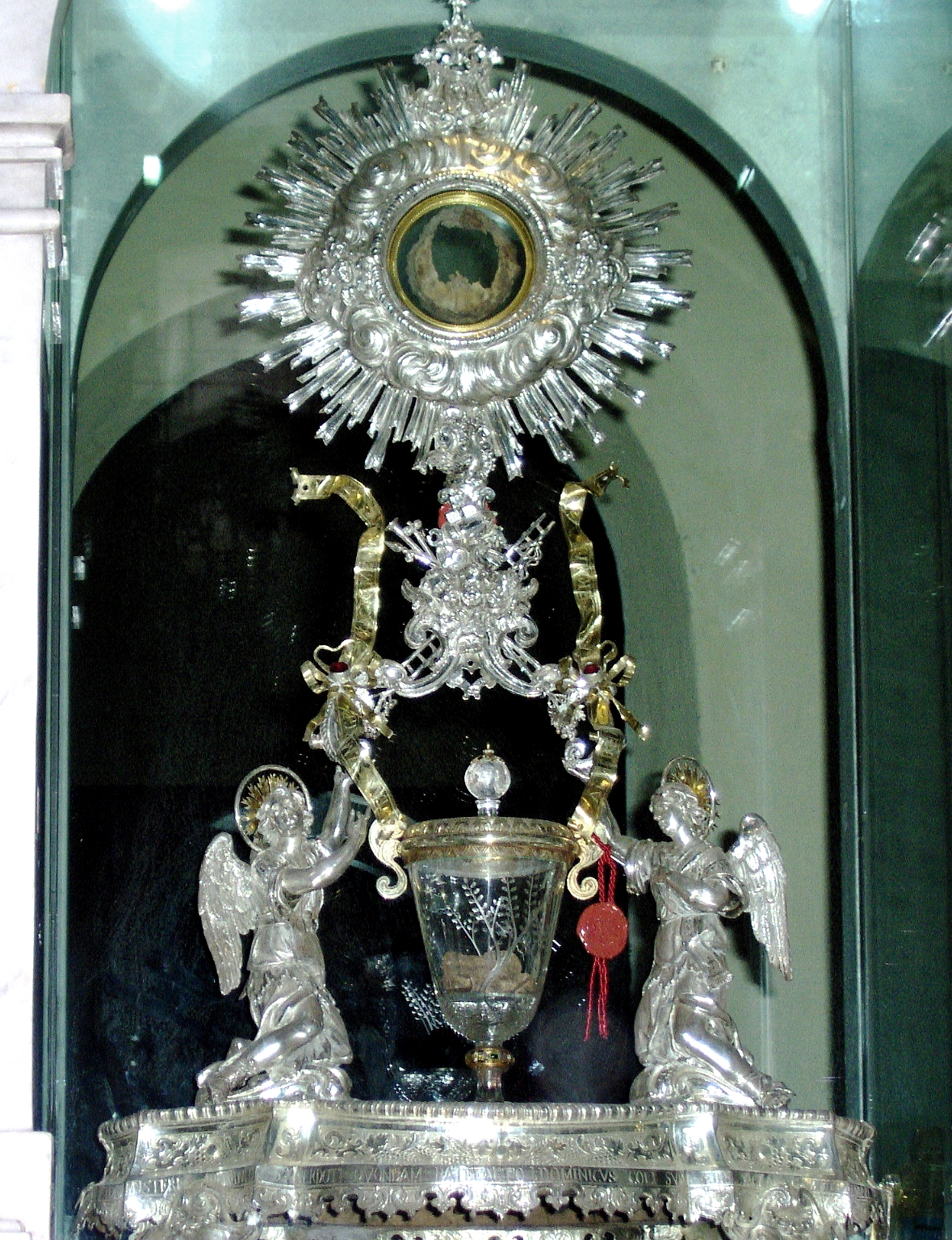
Custodia u ostensorio

El Milagro de Lanciano tuvo lugar en el siglo VIII cuando un fraile que tenía dudas acerca de la presencia real de Jesucristo en la Eucaristía, descubrió al momento de pronunciar las palabras de consagración durante la misa, que el pan y el vino se transformaban en carne y sangre. Ha sido certificado por la Iglesia católica como un milagro eucarístico, el más antiguo documentado.

## Historia
Según los primeros registros sobre el hecho, en la ciudad de Lanciano, Italia, conocida entonces como Anxanum, alrededor del año 700, un hieromonje llamado Basilio fue asignado a la celebración de la misa en el monasterio de San Longino. Al celebrar el rito en latín y usando pan sin levadura, el monje tenía dudas acerca de la presencia real de Jesucristo en la eucaristía.z) irregulares y de diferente tamaño y forma, que tienen la particularidad de pesar 15,18 gramos cuando son pesadas tanto las cinco juntas, como cualquier combinación de las mismas por separado (siendo que cada una tiene su propia forma y tamaño desigual). Por ejemplo: Se puede poner un fragmento en una balanza y los cuatro restantes en otra; ambas balanzas marcarán lo mismo, cualesquiera sean los fragmentos elegidos.

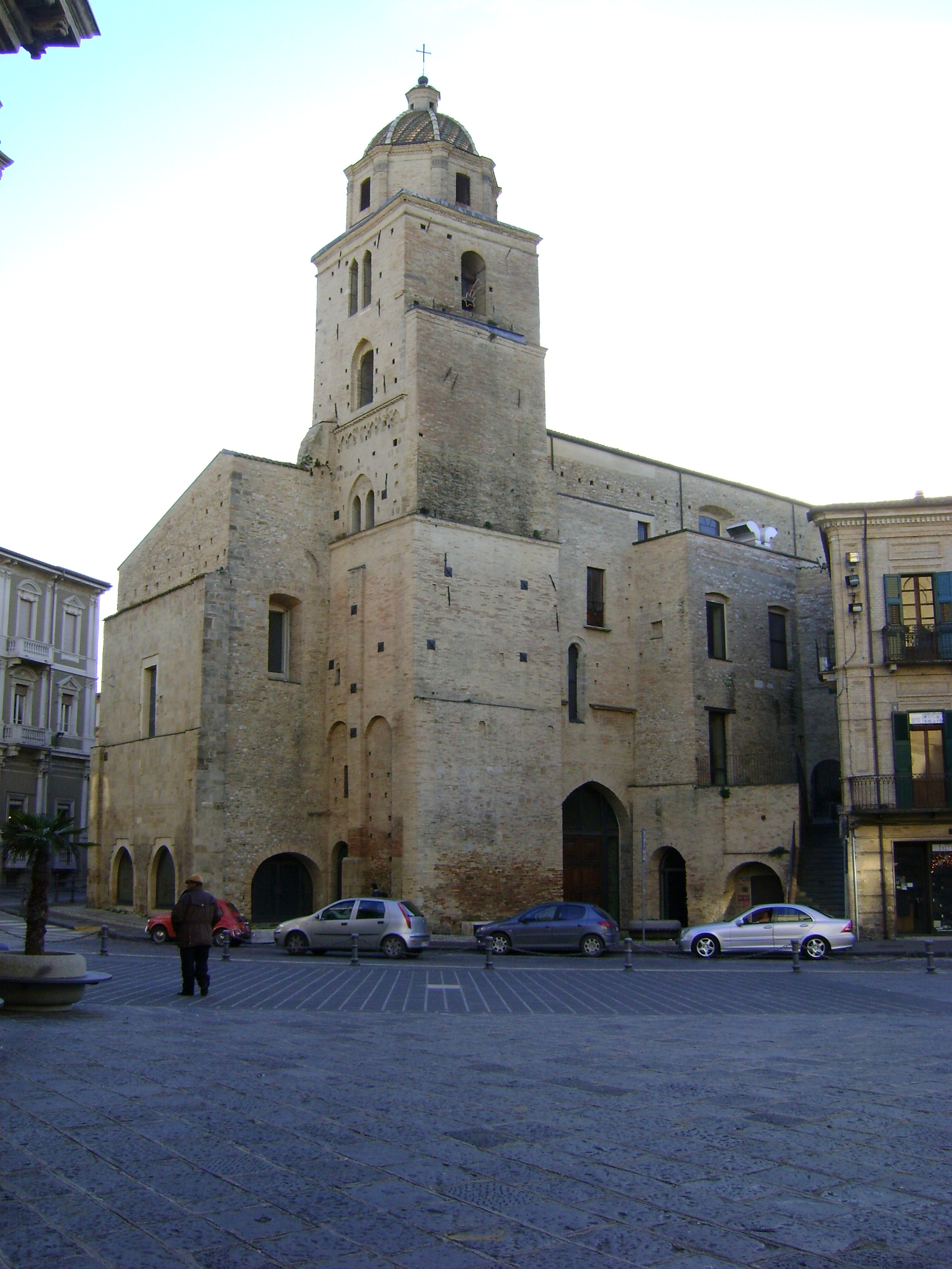
San Francesco del Miracolo Eucaristico (Piazza Plebiscito)

Las personas que fueron  testigos presenciales difundieron rápidamente la noticia por toda el área, y el arzobispo ordenó una investigación. Las autoridades de la Iglesia certificaron el milagro. Desde 1713 la sangre del milagro ha sido guardada en una custodia u ostensorio de plata, dentro de un cáliz de cristal. En 1902 la custodia se colocó en el interior de una estructura de mármol, un tabernáculo junto al altar mayor.

## Investigaciones
Desde 1574, se han conducido investigaciones de varios niveles sobre los elementos:
- el 17 de febrero de 1574 por Mons. Antonio Gaspar Rodríguez;
- en 1636 por el padre Serafino de Scanno;
- el 23 de octubre de 1777 por el obispo Gervasone;
- el 26 de octubre de 1886 por el obispo Petrarca;
- en 1971 y 1981, por Odoardo Linoli.

### Examen de Linoli
El examen
 fue realizado en 1971 por Odoardo Linoli, un profesor de anatomía e histología patológica al igual que microscopia química y clínica, y anterior líder del Laboratorio de Anatomía Patológica en el Hospital de Arezzo. Fue asistido por Ruggero Bertelli, un profesor retirado de anatomía humana en la Universidad de Siena.  El reporte fue publicado en Quaderni Sclavo di Diagnostica Clinica e di Laboratori en 1973.
Linoli publicó sus hallazgos en marzo de 1971. Su estudio confirmó que era tejido cardíaco humano, y la sangre era tipo AB (la misma que la de la Sábana Santa). En la sangre se hallaron proteínas en las mismas proporciones normales (según el porcentaje) que se encuentran en el suero sanguíneo de la sangre humana. Linoli no halló trazas de preservantes.

## Situación actual
Los monjes basilios guardaron custodia de los elementos hasta su partida en 1175. Fueron reemplazados por los monjes benedictinos en 1176. A lo largo del tiempo, los elementos fueron ubicados en diferentes lugares dentro de la Iglesia de San Francisco en Lanciano. Se conservaron en la Capilla Valsecca desde 1636 hasta 1902, cuando fueron reubicados a un nuevo altar.
Los elementos pueden ser vistos hoy en día. La carne, del mismo tamaño que la carne del milagro, es fibrosa y de color café oscuro y se torna rosada al ser iluminada por atrás. La sangre consiste de cinco glóbulos coagulados y tiene un color terroso que se asemeja al color amarillo del ocre.

## Fotografías y documentos

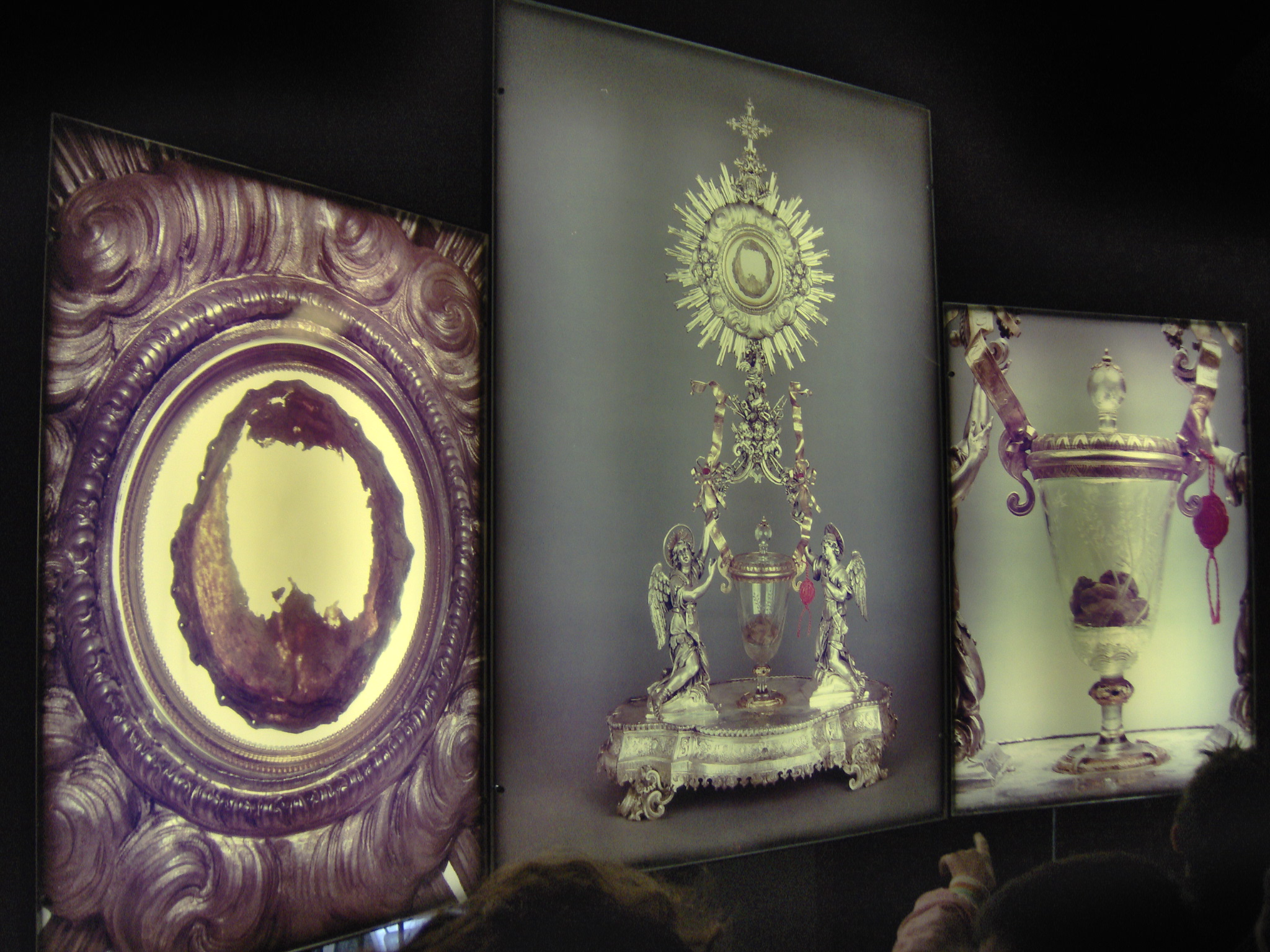
Panel iluminado por el frente (lateral)
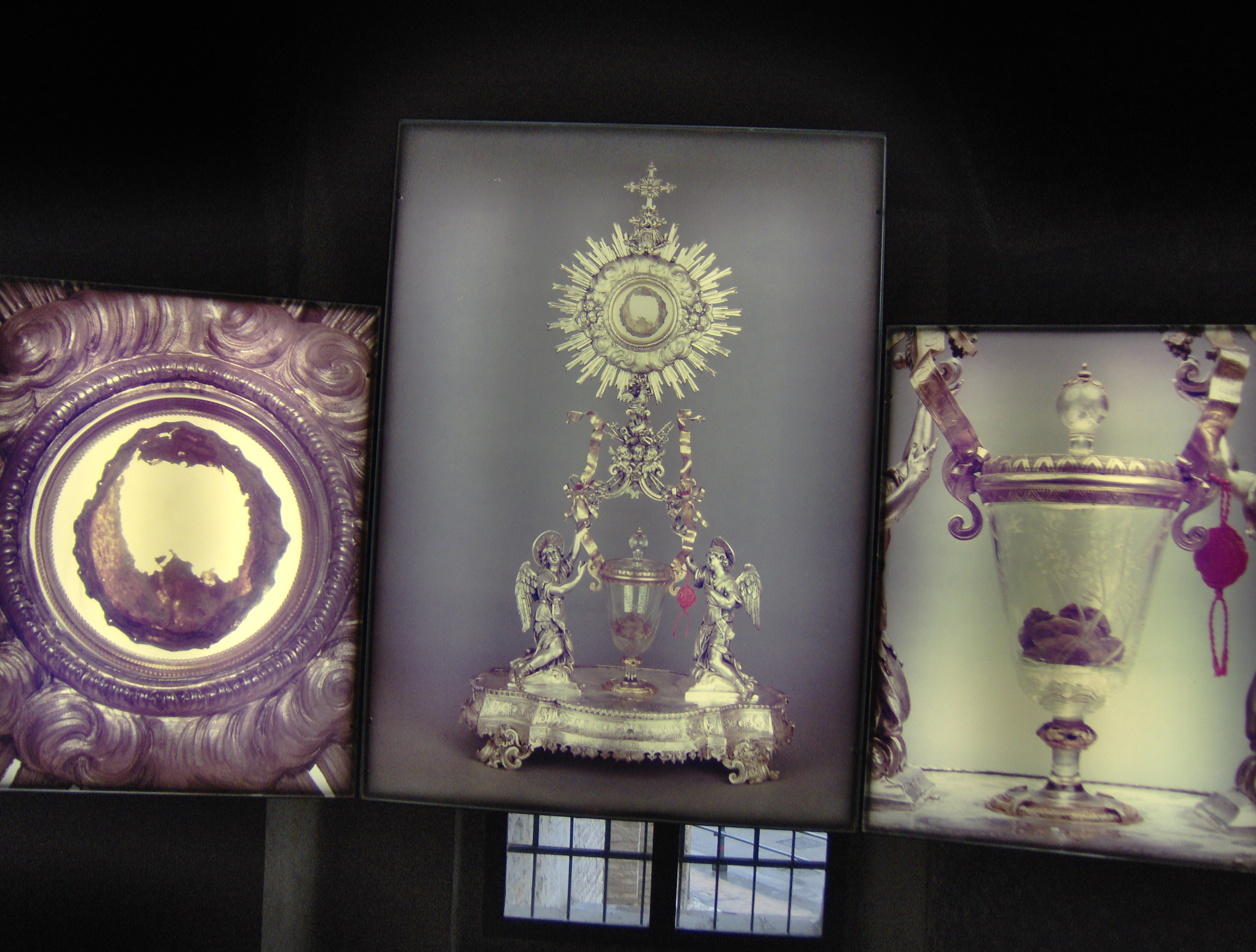
Panel iluminado por el frente (frontal)
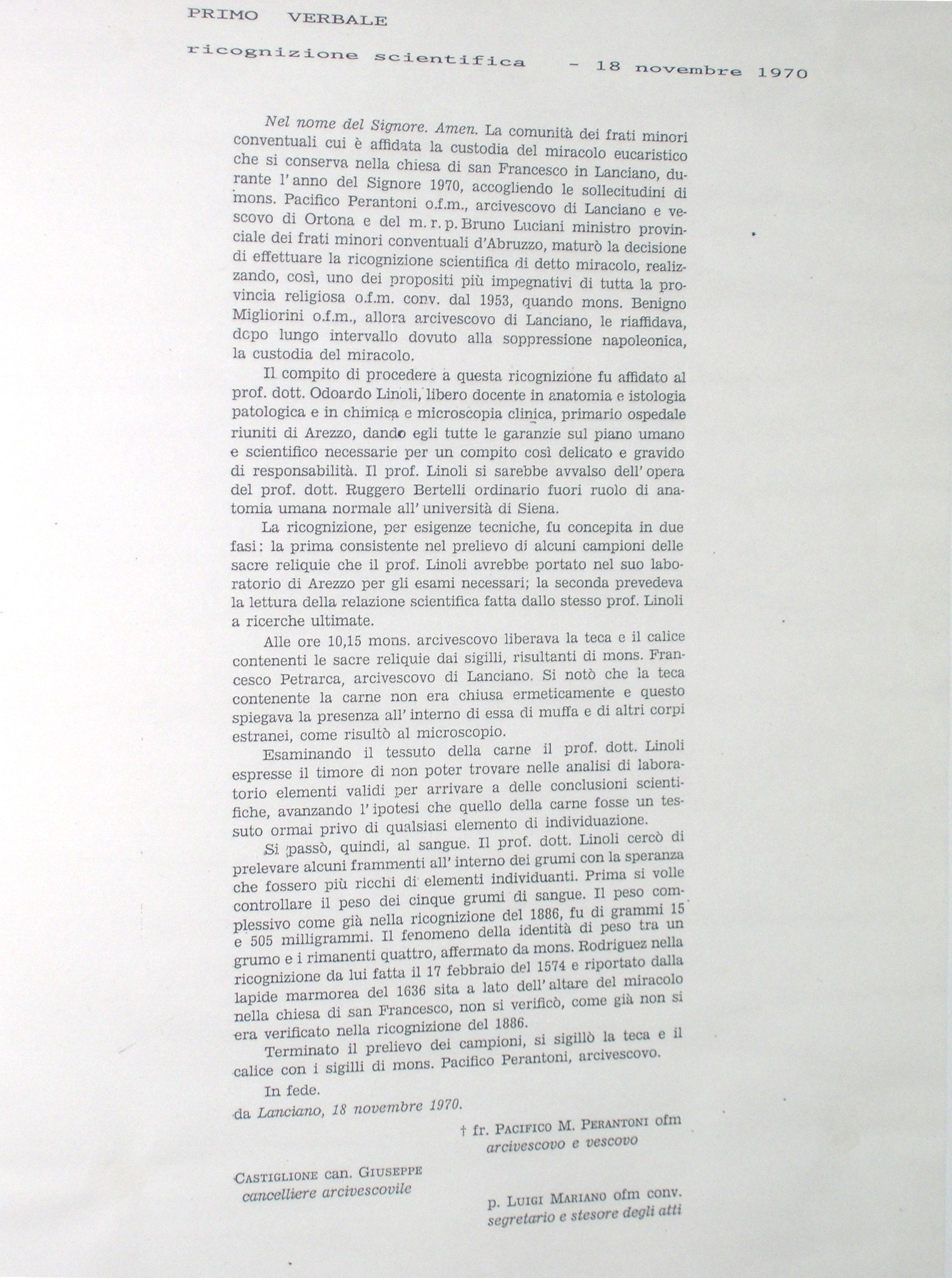
Reconocimiento científico (18 de noviembre de 1970)
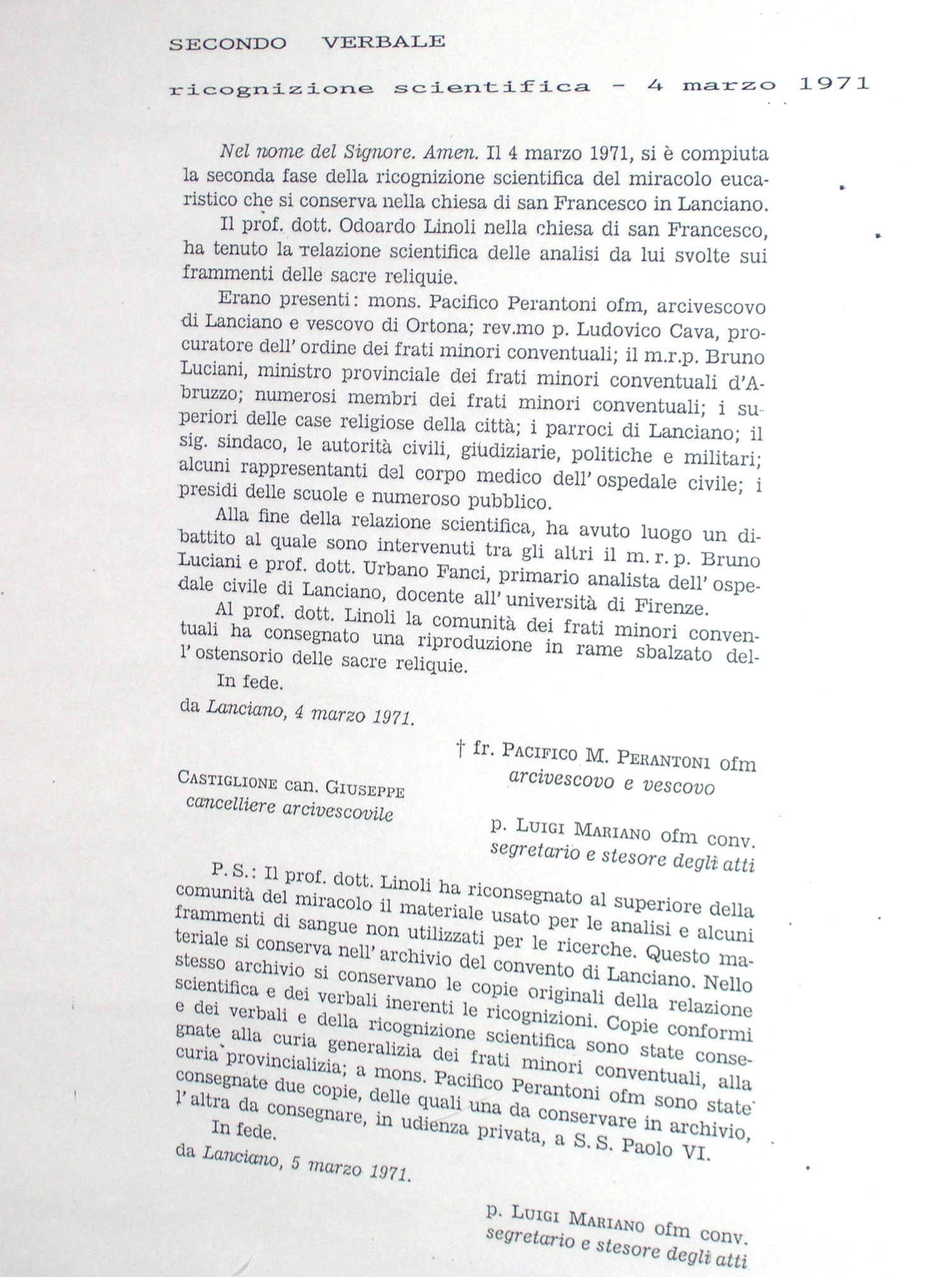
Reconocimiento científico (4 de marzo de 1971)
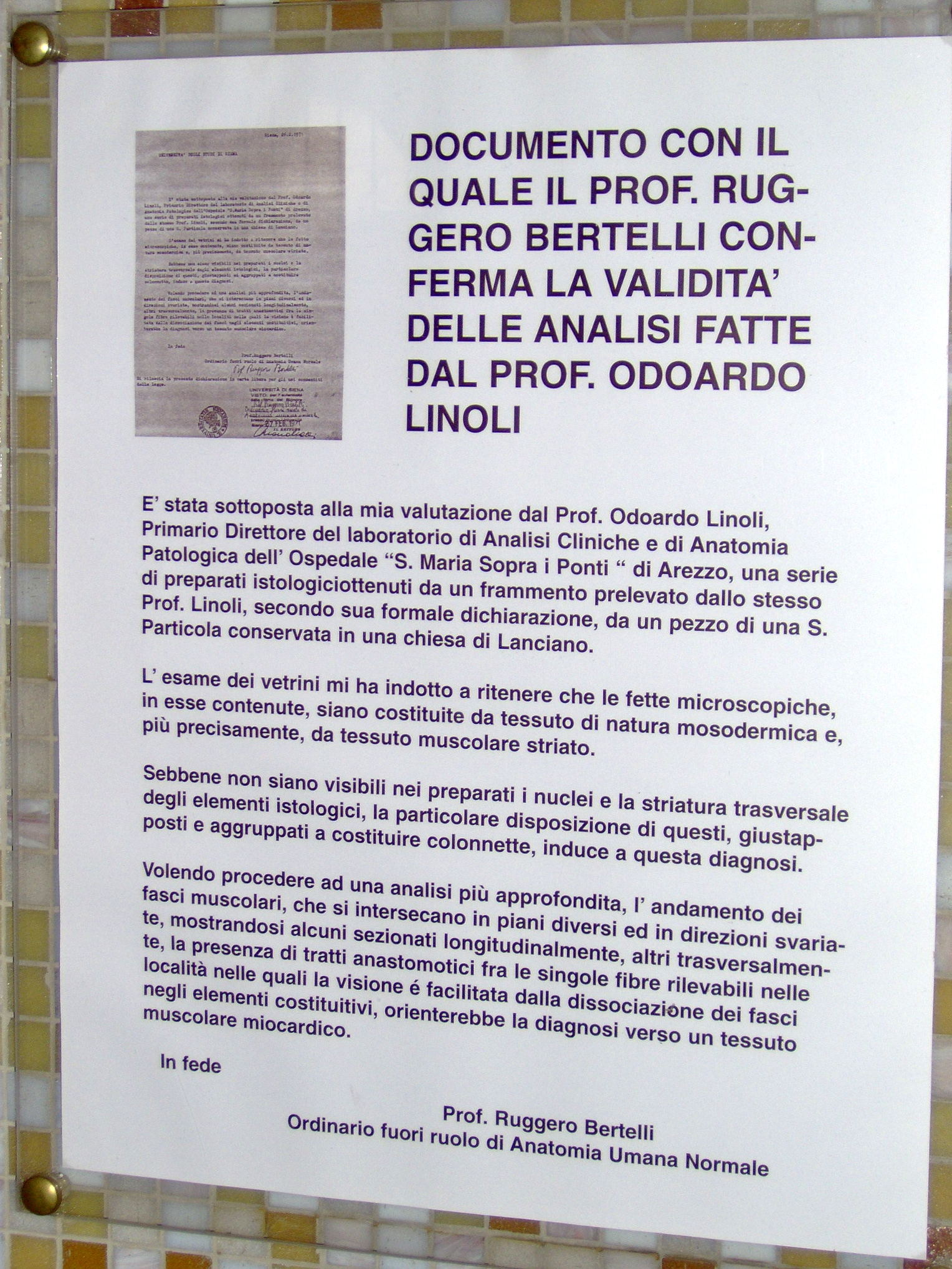
Documento del Prof. Ruggero Bertelli
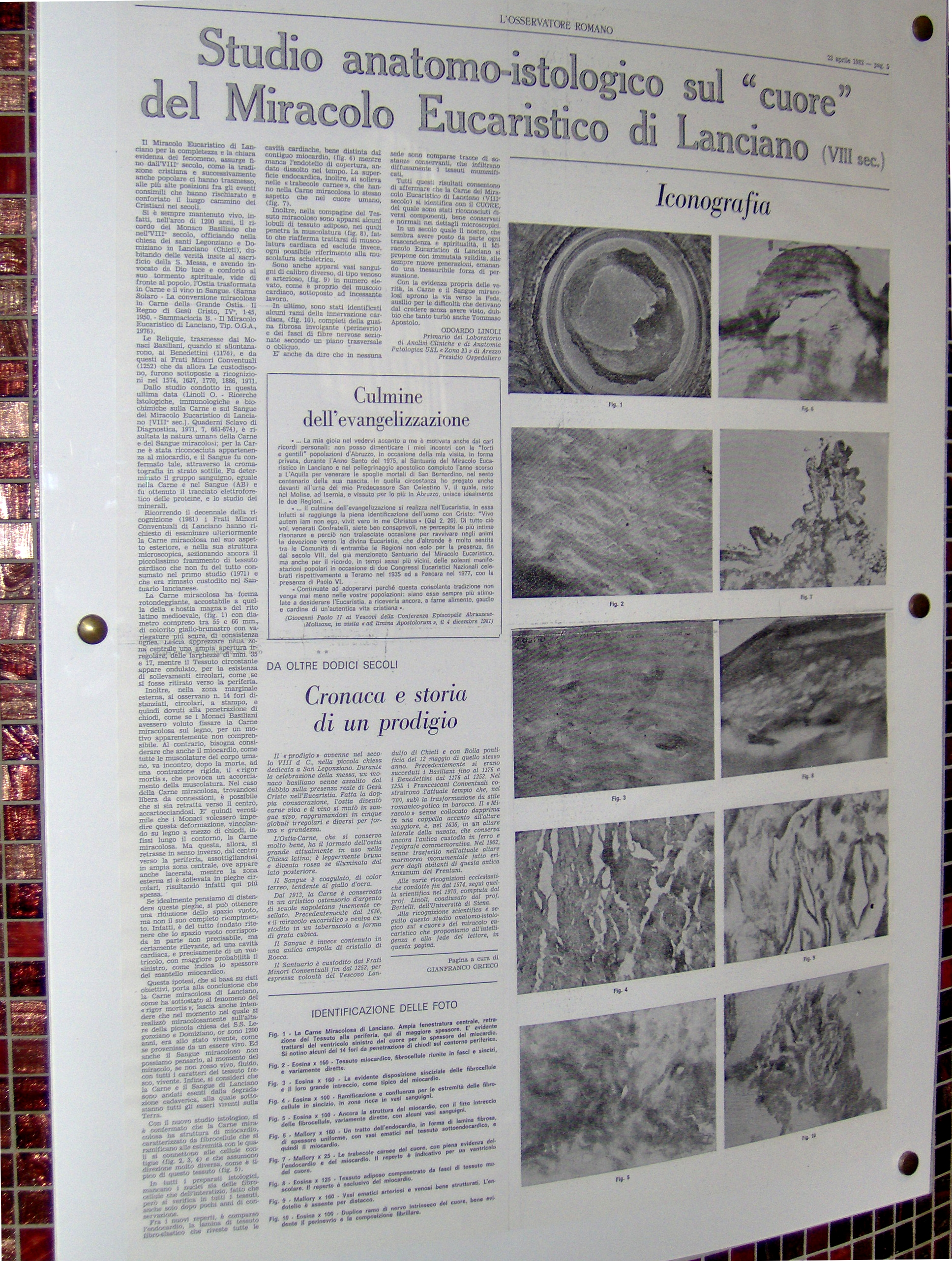
Artículo relacionado en L'Osservatore Romano
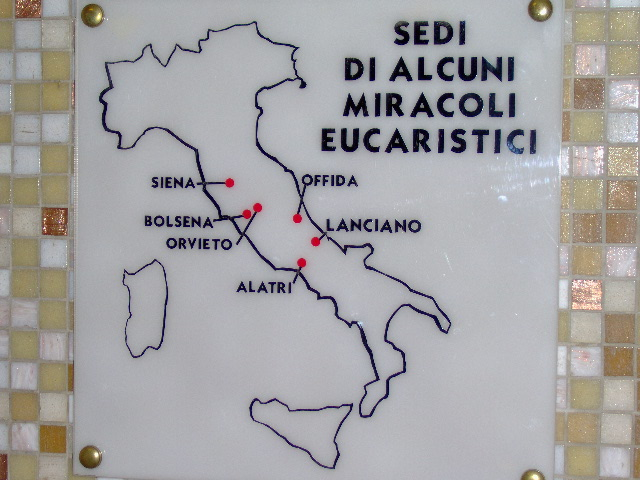
Lugares con milagros similares